# Holger Bauer
Holger Bauer (* 7. November 1942 in Schärding) ist ein ehemaliger österreichischer Politiker (FPÖ). Bauer war Abgeordneter zum Österreichischen Nationalrat und Staatssekretär im Bundesministerium für Finanzen.

## Leben
Bauer besuchte nach der Volksschule das Bundesrealgymnasium in Gmunden und studierte nach der Matura an der Wirtschaftsuniversität Wien. Er schloss sein Studium 1970 mit dem akademischen Grad Diplom-Kaufmann ab. Bauer arbeitete während seines Studiums als Handelsvertreter und Lohnverrechner und war danach Pressemitarbeiter in der Bundesgeschäftsstelle der FPÖ. Von 1971 bis 1976 war er als Bundespressereferent der FPÖ beschäftigt, danach war er ab 1976 Wirtschaftsredakteur der Wiener Zeitung. Von 1986 bis 1997 war Bauer Mitarbeiter des Bundespressedienstes im Bundeskanzleramt. 
Bauer war von 1973 bis 1980 Gemeinderat und Landtagsabgeordneter in Wien und hatte von 1979 bis 1991 die Funktion des stellvertretenden Landesparteiobmann der FPÖ Wien inne. Zwischen 1986 und 1990 war er Stellvertretender Bundesparteiobmann der FPÖ. Bauer vertrat die FPÖ vom 19. Juni 1980 bis 31. Mai 1983 im Nationalrat und wechselte mit dem 24. Mai 1983 als Staatssekretär der Bundesregierung Sinowatz in das Bundesministerium für Finanzen. Nach seinem Ausscheiden am 21. Jänner 1987 als Staatssekretär war Bauer zwischen dem 17. Dezember 1986 bis zum 28. Oktober 1999 wieder Abgeordneter im Nationalrat. 
Bauer ist Mitglied der pennalen Burschenschaft Scardonia Schärding.

## Auszeichnungen
- 1986: Großes Silbernes Ehrenzeichen am Bande für Verdienste um die Republik Österreich[2]
- Goldenes Ehrenzeichen für Verdienste um das Land Wien